# فدریکو وازکز
فدریکو وازکز (انگلیسی: Federico Vázquez؛ زادهٔ ۳۱ مارس ۱۹۹۳) بازیکن فوتبال اهل آرژانتین است که در حال حاضر برای باشگاه ورزشی مونوپولی ۱۹۶۶ بازی می‌کند.
از باشگاه‌هایی که در آن بازی کرده است می‌توان به باشگاه فوتبال ولز سارسفیلد اشاره کرد.

## دوران حرفه‌ای

### ولز سارسفیلد
وازکز کار خود را در وِلز سارسفیلد آغاز کرد و در تاریخ ۸ مارس ۲۰۱۳، در ۳۱ دقیقه پایانی بازی در شکست ۱–۰ مقابل بلگرانو در لیگ برتر فوتبال آرژانتین به میدان رفت.

### اینستیتیو اتلتیکو سنترال کوردوبا
در سال ۲۰۱۶، او به صورت قرضی به اینستیتیو اتلتیکو سنترال کوردوبا رفت. این باشگاه در پریمرا ناسیونال، دومین سطح لیگ فوتبال در آرژانتین فعال بود. او در طی ۱۵ بازی برای این تیم، یک گل به ثمر رساند. هدف از این انتقال، وجود فرصت بیش‌تر برای بازی کردن وازکز بود.

### استودیانتس دی مریدا
سپس به تیمی از لیگ دسته اول فوتبال ونزوئلا به نام باشگاه فوتبال استودیانتس دی مریدا پیوست. او در ده بازی لیگ که با پیراهن این تیم به میدان رفت، تنها موفق به زدن یک گل شد.

### تروینا
در سال ۲۰۱۷ در سن ۲۴ سالگی از قرارداد با ولز سارسفیلد آزاد شد و پیشنهاد رفتن و بازی در ایتالیا برای تروینا را پذیرفت، تیمی که در سری دی، سطح چهارم مسابقات لیگ فوتبال ایتالیا بازی می‌کرد. این فصل مهمی برای وازکز بود، زیرا او ۲۰ گل در ۲۹ بازی به ثمر رساند و فصل را به عنوان نایب گلزن گروه به پایان رسانید.

### سیراکوسا
در اوت ۲۰۱۸، وازکز به تیم سری سی سیراکوزا پیوست او در سپتامبر همان سال، اولین بریس خود را ثبت کرد.

### ویرتوس فرانچاویلا
در ۲۲ ژوئیه ۲۰۱۹، او با ویرتوس فرانچاویلا قرارداد امضا کرد. ویرتوس فرانچاویلا نیز در سری سی، گروه سی مشغول بود. او در مدت عضویت در این تیم، در ۵۱ مسابقه لیگ وارد میدان شد و توانست ۱۶ بار تور دروازه حریفان را بلرزاند.

### کاتانزارو
در ۲۶ ژوئیه ۲۰۲۱، او به کاتانزارو پیوست و قراردادی دو ساله امضا کرد. او در این تیم، در طی ۳۴ بازی موفق به ثمر رساندن ۹ گل شد و آمار قابل قبولی را ثبت کرد.

### گوبیو
در ۱۷ اوت ۲۰۲۲، وازکز به گوبیو منتقل شد و قراردادی دو ساله امضا کرد. در این تیم او کمی دچار افت شد و در ۳۵ بازی موفق به زدن ۶ گل شد.

### پروجا
در ۸ سپتامبر ۲۰۲۳، وازکز قراردادی دو ساله با پروجا امضا کرد. هفت روز بعد او اولین گلش برای این تیم را در جریان شکست خانگی ۲ بر ۱ مقابل باشگاه فوتبال اسپال به ثمر رساند.

### مونوپولی
در ۲۸ ژوئیه ۲۰۲۴، وازکز قراردادی دو ساله با مونوپولی امضا کرد.

## زندگی شخصی
او در سن مارتین، آرژانتین متولد شد و اولین فرزند از خانواده‌ای با دو فرزند پسر است. وی با ژیزل لوباتو، اهل آرژانتین، که اصالتاً ایتالیایی تبار و اهل فرمو است، ازدواج کرد و در سال ۲۰۱۶ صاحب یک فرزند دختر شد.

## شیوه بازی
وازکز با قد ۱۸۱ سانتی‌متری که در پست مهاجم مرکزی بازی می‌کند بازیکنی تکنیکی، سریع و بسیار چابک است و کیفیت عالی در کنترل توپ و شتاب‌گیری دارد. او به واسطه قد و قامت نسبتا بلندش در بازی هوایی متبحر است، علیرغم داشتن قدرت شلیک خوب با هر دو پا، بیشتر به عنوان یک بازیکن راست‌پای شناخته می‌شود.